# Alois Jonák
Alois Jonák (Plzeň, 13 dicembre 1925 – 12 novembre 1999) è stato un calciatore cecoslovacco, di ruolo portiere.

## Carriera

### Club
Ha sempre giocato nel campionato cecoslovacco.

### Nazionale
Ha collezionato 3 presenze in Nazionale.